# Anax tristis
Anax tristis – gatunek ważki z rodziny żagnicowatych (Aeshnidae). Występuje w Afryce Subsaharyjskiej, gdzie jest bardzo szeroko rozprzestrzeniony, a także na Wyspach Zielonego Przylądka, Madagaskarze, Mauritiusie, Reunionie, Majotcie, Aldabrze, być może także na innych wyspach na Oceanie Indyjskim.
W RPA imago lata od listopada do końca maja. Długość ciała 118–120 mm. Długość tylnego skrzydła 62–63 mm.